# ギェンツェン・ノルブ (政治家)
ギェンツェン・ノルブ（チベット文字：རྒྱལ་མཚན་ནོར་བུ་; ワイリー方式：rgyal mtshan nor bu、中国語繁体字：江村羅布、中国語簡体字：江村罗布、1932年6月 - ）は、中華人民共和国のチベット族政治家。1990年代のチベット自治区人民政府主席。在職は1990年より1998年。ゲンツェン・ノルブとも表記される。
中華人民共和国の認定のパンチェン・ラマ11世ギェンツェン・ノルブ（ダライ・ラマ14世認定のパンチェン・ラマ11世ゲンドゥン・チューキ・ニマに対抗して擁立された対立パンチェン・ラマ）とは同名の別人。中国認定パンチェン・ラマ11世ギェンツェン・ノルブの選定にかかわったため、チベット人の間で「ギェンツェン・ノルブがギェンツェン・ノルブを選んだ」と言われた。

## 略歴
1932年6月に西康省（当時はカム地方及び川辺特別区）巴塘（現在は四川省）にて生まれる。1945年国立巴塘師範学校にて学ぶ。1956年に中国共産党に入党。パシュー県県長、シガツェ市地域委員会書記、チベット自治区高級人民法院院長（裁判長）、チベット自治区人民検察院検察長を歴任し、1985年にチベット自治区人民政府副主席、1990年に人民政府主席に就任。1995年にラサ・トゥルナン寺にてパンチェン・ラマ11世ギェンツェン・ノルブを化身ラマ#対立化身ラマとして金瓶掣籤により認定。1998年3月、第9期全国人民代表大会にて常務委員会委員として選出された。